# Малософиевка
Малософиевка (укр. Малософіївка) — село,
Гуляйпольский сельский совет,
Криничанский район,
Днепропетровская область,
Украина.
Код КОАТУУ — 1222082007. Население по переписи 2001 года составляло 445 человек.

## Географическое положение
Село Малософиевка находится на берегу реки Базавлук,
выше по течению на расстоянии в 1 км расположено село Болтышка,
ниже по течению на расстоянии в 1,5 км расположено село Удачное.
На расстоянии в 0,5 км расположено село Тарасовка.
По селу протекает пересыхающий ручей с запрудой.
Через село проходят автомобильные дороги Н-11, Т-0432 и Т-0433.

## Объекты социальной сферы
- Школа I—II ст.
- Дом культуры.
- Почта.

## Достопримечательности
- Братская могила советских воинов.